# Rallye Atacama 2015
Navigation
Édition précédente Édition suivante
Le Rallye Atacama 2015 est le 5e Rallye Atacama. Il compte pour le Championnat du monde des rallyes-raids 2015.

## Vainqueurs d'étapes
| #        | Date         | Parcours                          | Moto              | Auto                              | Quad           |
| -------- | ------------ | --------------------------------- | ----------------- | --------------------------------- | -------------- |
| Prologue | lun. 31 août | Viña del Mar                      | Paulo Gonçalves   | Gerardo Rosselot-Fernando León    | Rafal Sonik    |
| 1        | mar. 1 sept. | Viña del Mar - La Serena/Coquimbo | Pablo Quintanilla | Hernán Garcés-Juan Pablo Latrach  | Ignacio Casale |
| 2        | mer. 2 sept. | La Serena - Copiapó               | Paulo Gonçalves   | Hernán Garcés-Juan Pablo Latrach  | Rafał Sonik    |
| 3        | jeu. 3 sept. | Copiapó - Copiapó                 | Pablo Quintanilla | Luis Ignacio Rosselot-Alvaro León | Ignacio Casale |
| 4        | ven. 4 sept. | Copiapó – Huasco                  | Matthias Walkner  | Hernán Garcés-Juan Pablo Latrach  | Rafał Sonik    |
| 5        | sam. 5 sept. | Huasco - La Serena/Coquimbo       | Paulo Gonçalves   | Hernán Garcés-Juan Pablo Latrach  | Ignacio Casale |

## Classements finaux

### Motos
| Pos. | Pilote              | Constructeur | Temps            | Écart       |
| ---- | ------------------- | ------------ | ---------------- | ----------- |
| 1    | Pablo Quintanilla   | KTM          | 11 h 07 min 34 s |             |
| 2    | Matthias Walkner    | KTM          | 11 h 10 min 23 s | 02 min 49 s |
| 3    | Sam Sunderland      | KTM          | 11 h 10 min 48 s | 03 min 14 s |
| 4    | Jordi Viladoms      | KTM          | 11 h 29 min 02 s | 21 min 28 s |
| 5    | Daniel Gouet        | Suzuki       | 11 h 45 min 22 s | 37 min 48 s |
| 6    | Felipe Prohens      |              |                  |             |
| 7    | Jeremias Israel     |              |                  |             |
| 8    | Mohamed Al Balooshi |              |                  |             |
| 9    | Toby Price          |              |                  |             |
| 10   | Cornejo Jose        |              |                  |             |

### Autos
| Pos. | Pilote           | Copilote           | Constructeur    | Temps            | Écart            |
| ---- | ---------------- | ------------------ | --------------- | ---------------- | ---------------- |
| 1    | Hernán Garcés    | Juan Pablo Latrach | Ford Ranger     | 13 h 06 min 59 s |                  |
| 2    | Maximiliano Ríos | Max Ríos           | Toyota Tundra   | 14 h 52 min 27 s | 01 h 45 min 28 s |
| 3    | Luis Eguiguren   | Matías Vicuña      | Foton Terracota | 15 h 30 min 19 s | 02 h 23 min 20 s |

### Quads
| Pos. | Pilote         | Constructeur | Temps            | Écart            |
| ---- | -------------- | ------------ | ---------------- | ---------------- |
| 1    | Ignacio Casale | Yamaha       | 12 h 53 min 36 s |                  |
| 2    | Rafał Sonik    | Yamaha       | 13 h 06 min 58 s | 13 min 22 s      |
| 3    | Mauro Almeida  | Yamaha       | 50 h 45 min 30 s | 38 h 51 min 54 s |